# Historique du parcours européen de l'ASM Clermont Auvergne
Dernière mise à jour : 7 mai 2023.
Le parcours européen de l'ASM Clermont Auvergne est l'histoire des participations de l'ASM Clermont Auvergne, équipe de rugby à XV de Clermont-Ferrand, en Coupe d'Europe et en Challenge européen depuis 1997. 
Depuis 1996, l'ASM Clermont Auvergne a remporté 3 fois le Challenge européen et a participé à 3 finales de Coupe d'Europe.

## Finales
On accède à l'article qui traite d'une saison particulière en cliquant sur le score de la finale.

### Coupe d'Europe
| Date        | Vainqueur | Score   | Finaliste             | Stade                          | Spectateurs |
| ----------- | --------- | ------- | --------------------- | ------------------------------ | ----------- |
| 18 mai 2013 | RC Toulon | 16 – 15 | ASM Clermont Auvergne | Aviva Stadium, Dublin          | 50 148      |
| 2 mai 2015  | RC Toulon | 24 – 18 | ASM Clermont Auvergne | Twickenham, Londres            | 56 662      |
| 13 mai 2017 | Saracens  | 28 – 17 | ASM Clermont Auvergne | Murrayfield Stadium, Édimbourg | 55 272      |

### Challenge européen
La compétition se nomme Bouclier européen lorsque l'AS Montferrand la remporte en 1999, nom depuis utilisé par une autre compétition aujourd'hui disparue.
| Date            | Vainqueur             | Score   | Finaliste           | Stade                               | Spectateurs |
| --------------- | --------------------- | ------- | ------------------- | ----------------------------------- | ----------- |
| 27 février 1999 | AS Montferrand        | 35 – 16 | CS Bourgoin-Jallieu | Stade de Gerland, Lyon              | 31 986      |
| 22 mai 2004     | Harlequins            | 27 – 26 | AS Montferrand      | Stade Madejski, Reading             | 13 123      |
| 19 mai 2007     | ASM Clermont Auvergne | 22 – 16 | Bath Rugby          | The Stoop, Twickenham               | 10 134      |
| 10 mai 2019     | ASM Clermont Auvergne | 36 – 16 | Stade rochelais     | St James' Park, Newcastle upon Tyne | 28 438      |

## Bilan

### Meilleurs marqueurs d'essais
| Rang | Joueur            | Poste                  | Période   | Essais |
| ---- | ----------------- | ---------------------- | --------- | ------ |
| 1    | Aurélien Rougerie | Ailier                 | 2000-2017 | 33     |
| 2    | Wesley Fofana     | Centre                 | 2008-2022 | 26     |
| 3    | Napolioni Nalaga  | Ailier                 | 2007-2015 | 25     |
| 4    | Julien Malzieu    | Ailier                 | 2004-2013 | 22     |
| 5    | Alivereti Raka    | Ailier                 | 2016-     | 20     |
| 6    | David Bory        | Ailier                 | 1996-2004 | 19     |
| 7    | Damian Penaud     | Ailier                 | 2016-2023 | 16     |
| 8    | Jimmy Marlu       | Ailier                 | 1996-2003 | 15     |
| 9    | Tony Marsh        | Centre                 | 1998-2007 | 13     |
| 10   | Nick Abendanon    | Arrière                | 2014-2020 | 12     |
| -    | Fritz Lee         | Troisième ligne centre | 2013-     | 12     |
| -    | Peter Betham      | Centre/ailier          | 2017-2021 | 12     |

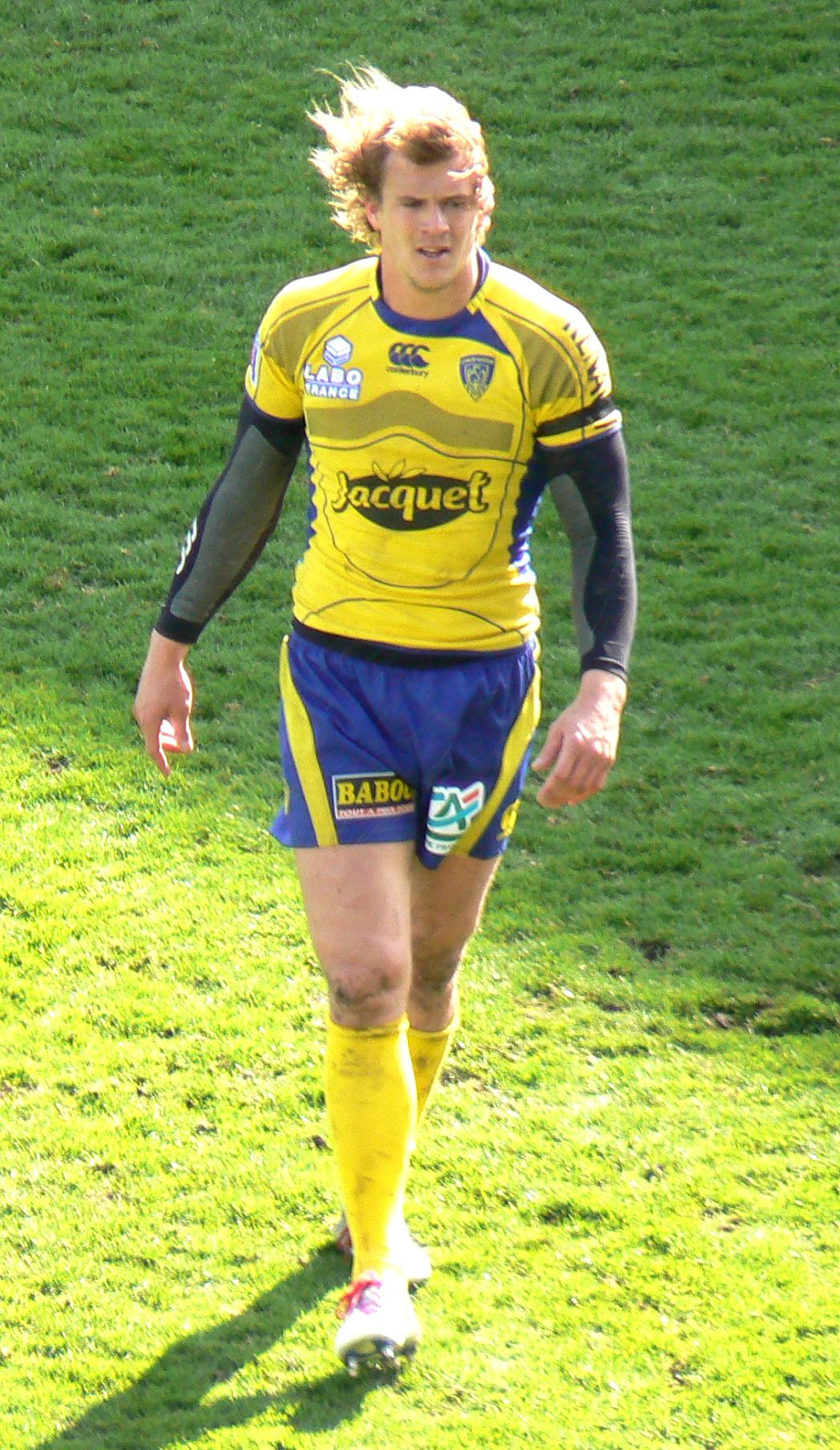
Aurélien Rougerie
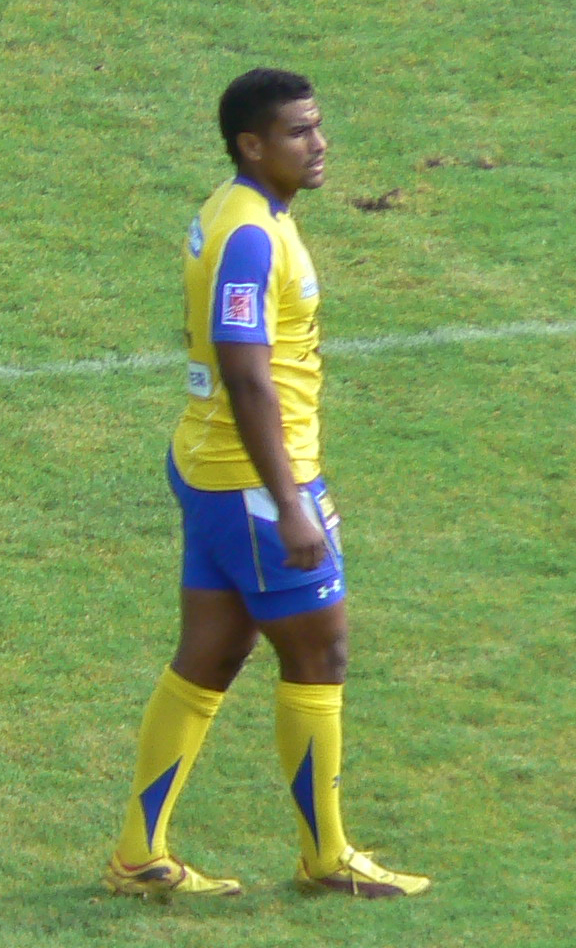
Wesley Fofana
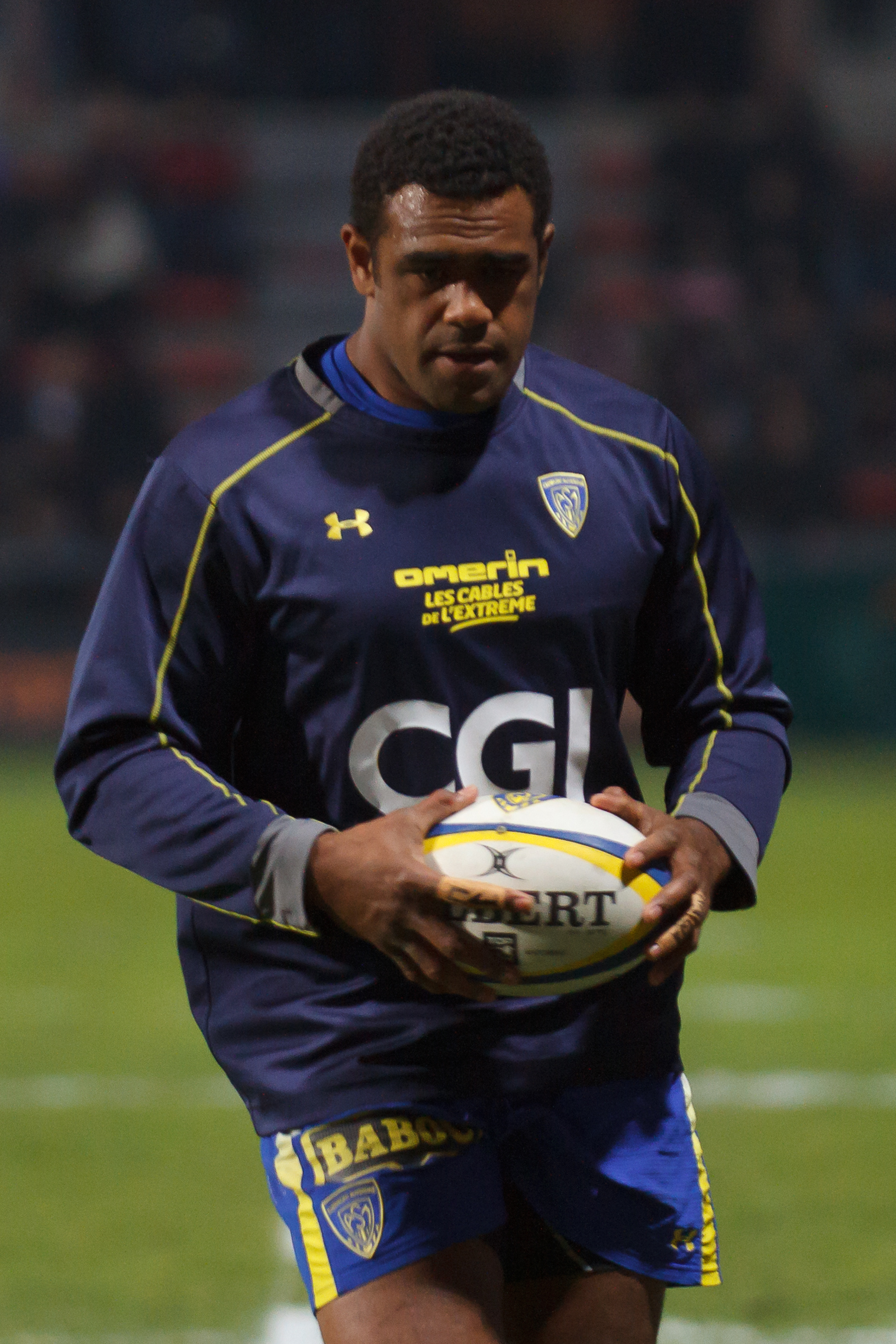
Napolioni Nalaga

### Meilleurs réalisateurs

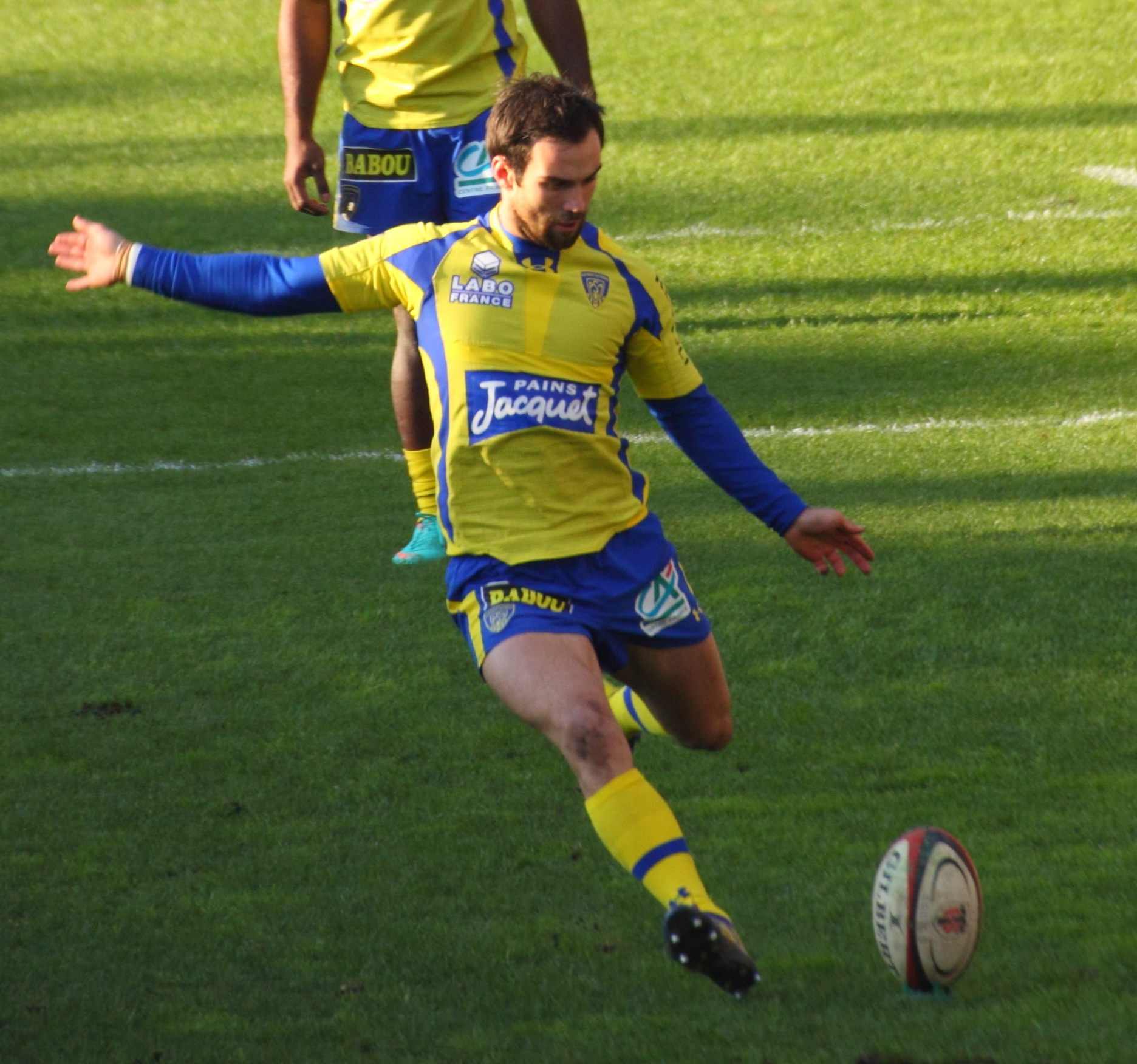
Morgan Parra
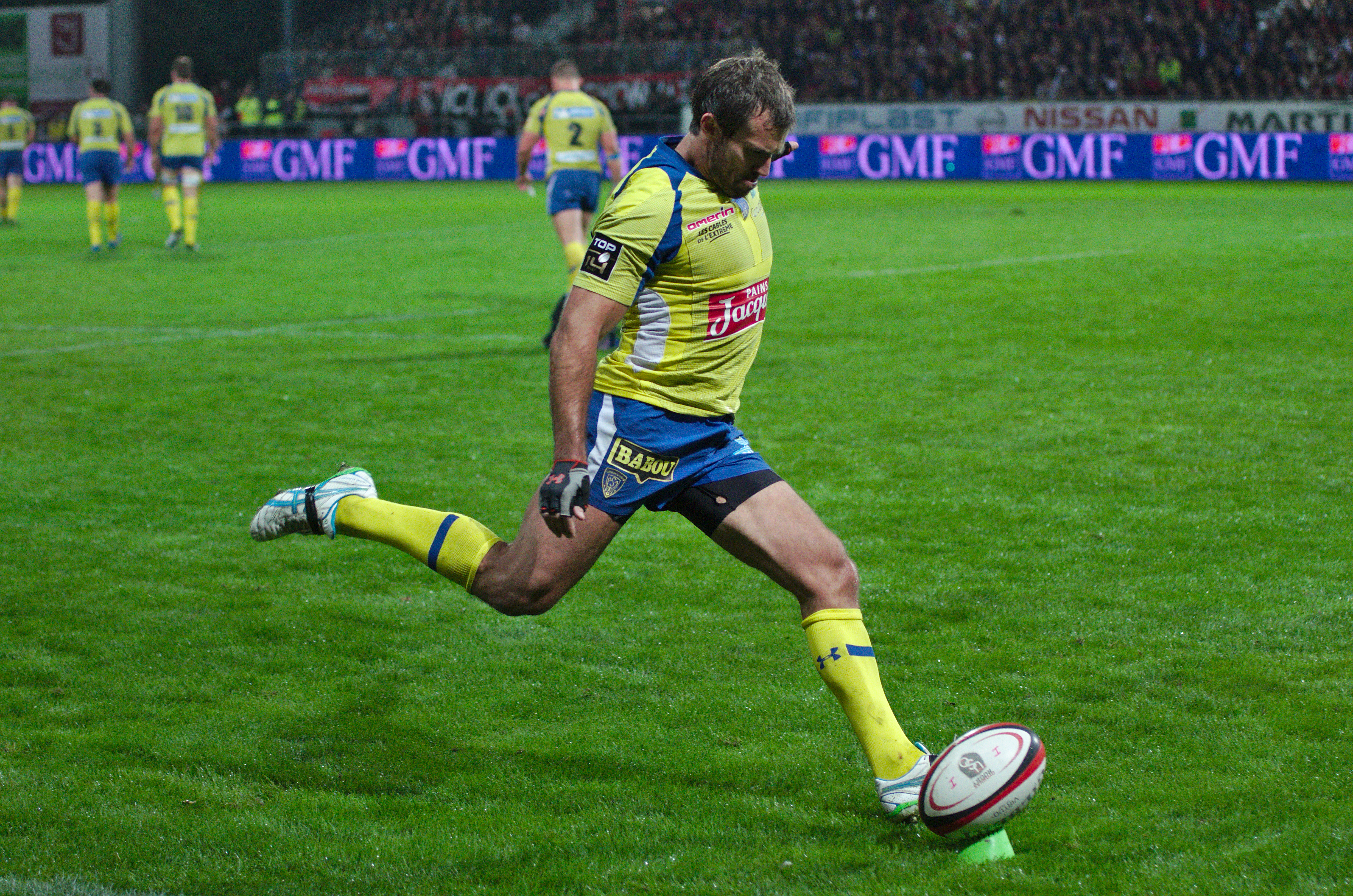
Brock James

| Rang | Joueur            | Poste            | Période   | Points | Essais | Transf. | Pén. | Drops |
| ---- | ----------------- | ---------------- | --------- | ------ | ------ | ------- | ---- | ----- |
| 1    | Morgan Parra      | Demi de mêlée    | 2009-2022 | 608    | 3      | 115     | 120  | 1     |
| 2    | Gérald Merceron   | Demi d'ouverture | 1996-2005 | 512    | 6      | 76      | 105  | 5     |
| 3    | Brock James       | Demi d'ouverture | 2006-2016 | 412    | 6      | 75      | 71   | 7     |
| 4    | Camille Lopez     | Demi d'ouverture | 2014-2022 | 190    | 3      | 29      | 31   | 8     |
| 5    | Aurélien Rougerie | Ailier           | 2000-2017 | 165    | 33     | 0       | 0    | 0     |
| 6    | Anthony Belleau   | Demi d'ouverture | 2022-     | 134    | 3      | 28      | 21   | 0     |
| 7    | Wesley Fofana     | Centre           | 2008-2022 | 130    | 26     | 0       | 0    | 0     |
| 8    | Napolioni Nalaga  | Ailier           | 2007-2015 | 125    | 25     | 0       | 0    | 0     |
| 9    | Julien Malzieu    | Ailier           | 2004-2013 | 110    | 22     | 0       | 0    | 0     |
| 10   | Anthony Floch     | Arrière          | 2003-2011 | 108    | 8      | 13      | 13   | 1     |

- Morgan Parra
- Brock James

### Plus grands nombres de matchs joués
| Rang | Joueur             | Poste                  | Période   | Matchs |
| ---- | ------------------ | ---------------------- | --------- | ------ |
| 1    | Aurélien Rougerie  | Ailier                 | 2000-2017 | 90     |
| 2    | Morgan Parra       | Demi de mêlée          | 2009-2022 | 81     |
| 3    | Davit Zirakashvili | Pilier                 | 2005-2020 | 74     |
| 4    | Alexandre Audebert | Troisième ligne aile   | 1998-2012 | 63     |
| 5    | Benjamin Kayser    | Talonneur              | 2011-2019 | 61     |
| 6    | Alexandre Lapandry | Troisième ligne aile   | 2008-2020 | 60     |
| 7    | Wesley Fofana      | Centre                 | 2008-2022 | 60     |
| 8    | Elvis Vermeulen    | Troisième ligne centre | 2001-2013 | 59     |
| -    | Fritz Lee          | Troisième ligne centre | 2013-     | 59     |
| 10   | Gérald Merceron    | Demi d'ouverture       | 1996-2005 | 56     |

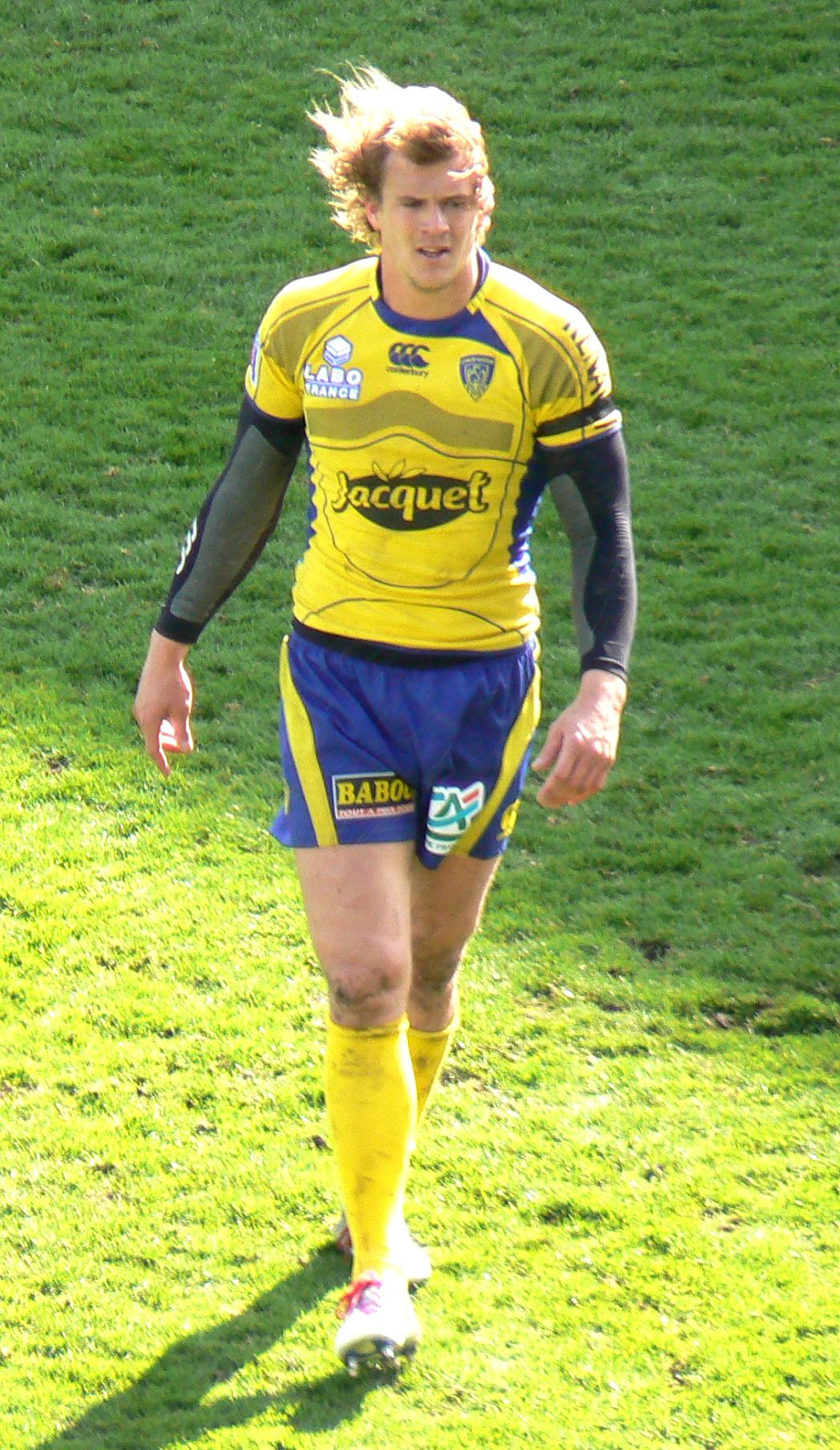
Aurélien Rougerie
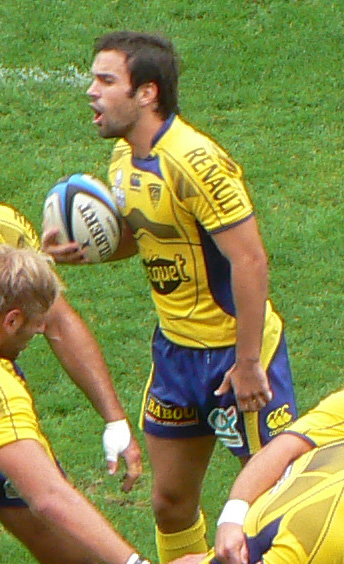
Morgan Parra
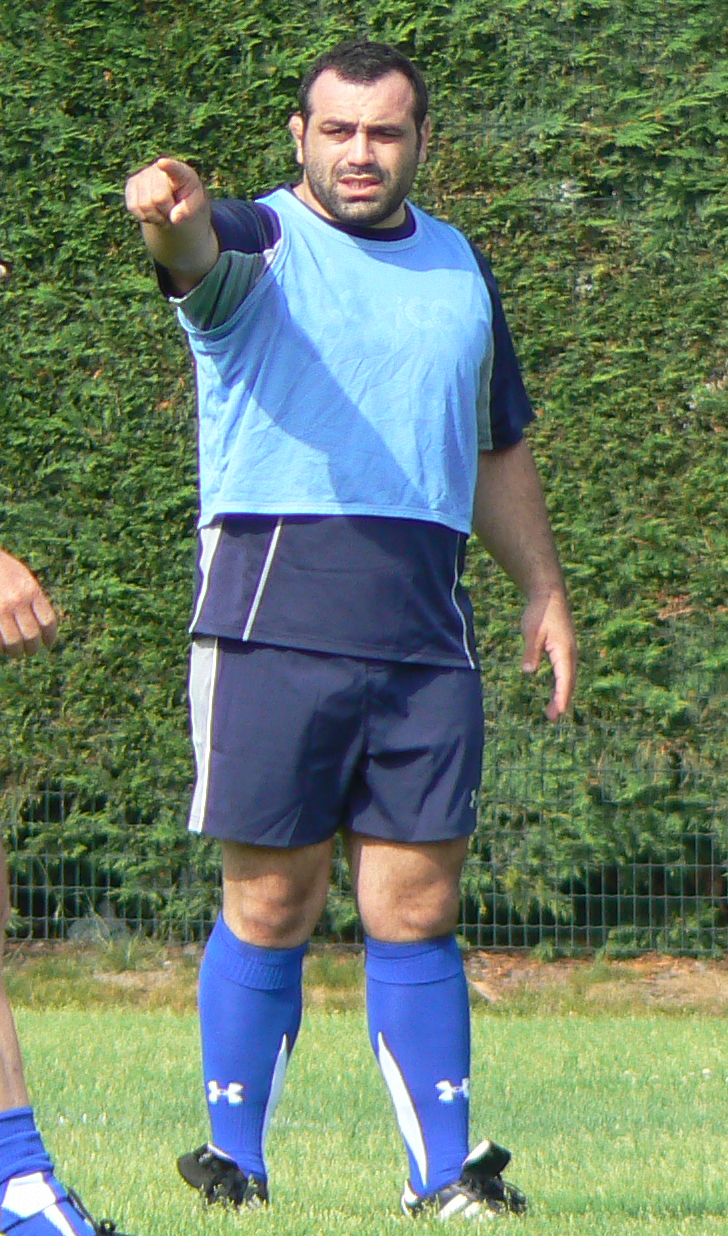
Davit Zirakashvili